# Sychnotylenchus intricati
Sychnotylenchus intricati är en rundmaskart. Sychnotylenchus intricati ingår i släktet Sychnotylenchus och familjen Tylenchidae. Inga underarter finns listade i Catalogue of Life.